# جاي جونستون
جاي جونستون (بالإنجليزية: Jay Johnston) مواليد (22 أكتوبر، 1968) مُمثل وكوميدي أمريكي. اشتهر بأداءه في برنامج المشاهد الكوميدية مستر شو وذ بوب أند ديفيد في (1995)، كما يظهر حالياً في برنامج مع بوب وديفيد على نتفليكس، كما لعب دور الضابط جاي مكفيرسون في برنامج سارة سلفرمان، على قناة كوميدي سنترال.

## أبرز أعماله
- 1998-1995: مستر شو وذ بوب أند ديفيد
- 2001: اكبح حماسك
- 2002: مالكوم في الوسط
- 2002: رجال ذو بزات سوداء 2
- 2004: المذيع: أسطورة رون بورغاندي
- 2009: الحدائق والمنتزهات
- 2013-2004: عائلة بلوث
- 2010: كوميونتي
- 2015: مع بوب وديفيد
- 2016: العائلة الحديثة

## وصلات خارجية
- جاي جونستون على موقع IMDb (الإنجليزية)
- جاي جونستون على موقع إن إن دي بي (الإنجليزية)
- جاي جونستون على موقع ديسكوغز (الإنجليزية)
- جاي جونستون على موقع قاعدة بيانات الفيلم (الإنجليزية)